# A.E. van Vogt
A.E. van Vogt, właśc. Alfred Elton van Vogt (ur. 26 kwietnia 1912 w prowincji Manitoba, zm. 26 stycznia 2000 w Los Angeles) – kanadyjski pisarz science fiction.
Debiutował w 1939 roku. 
Gość Honorowy Worldconu 1946.
W 1980 roku przyznano mu nagrodę „Casper Award” za dorobek życia. W 1995 roku otrzymał Nagrodę Wielkiego Mistrza imienia Damona Knighta za całokształt osiągnięć. W 1996 roku otrzymał nagrodę specjalną podczas Worldconu, w tym samym roku został wprowadzony do Science Fiction and Fantasy Hall of Fame.

## Życie prywatne
W 1944 przeprowadził się do Hollywood w Stanach Zjednoczonych.
Był dwukrotnie żonaty. Jego pierwsza żona, pisarka Edna Mayne Hull, zmarła w 1975. Druga żona van Vogta, Lydia, była z pochodzenia Polką. Pod koniec życia cierpiał na chorobę Alzheimera.

## Twórczość

### Cykle
- Isher
  - Producenci broni (The Weapon Makers, 1947)
  - Sklepy z bronią na Isher (The Weapon Shops of Isher, 1951)

- Null-A (Nie-A)
  - Świat Nie-A (The World of Null-A, 1948, nominacja do Nagrody Hugo za najlepszą powieść)
  - Gracze Nie-A (The Players of Null-A lub The Pawns of Null-A, 1956)
  - Koniec Nie-A (Null-A Three, 1984)

- Mutant Mage
  - Empire of the Atom (1957)
  - The Wizard of Linn (1962)

### Powieści
- Slan (1946)
- Księga Ptaha (The Book of Ptath, 1947)
- The House That Stood Still (1950)
- Misja międzyplanetarna (The Voyage of the Space Beagle, 1950)
- Wyprawa do gwiazd (Mission to the Stars 1952)
- The Universe Maker (1953)
- Planets for Sale (napisana wraz z E.M. Hull(inne języki); 1954)
- The Mind Cage (1957)
- Oblężenie (Siege of the Unseen, (1959)
- Wojna z rullami (The War against the Rull, 1959)
- Earth's Last Fortress (także jako Recruiting Station lub Masters of Time; 1960)
- The Violent Man (1962)
- The Beast (lub Moonbeast; 1963)
- The Twisted Men (1964)
- Rogue Ship (1965)
- The Winged Man (1966)
- The Silkie (1969)
- Children of Tomorrow (1970)
- Quest for the Future (1970)
- The Battle of Forever (1971)
- More Than Superhuman (1971)
- The Darkness on Diamondia (1972)
- Future Glitter (lub Tyranopolis; 1973)
- The Man with a Thousand Names (1974)
- The Secret Galactics (lub Earth Factor X; 1974)
- Supermind (1974)
- The Anarchistic Colossus (1977)
- The Enchanted Village (1979)
- Renaissance (1979)
- Cosmic Encounter (1979)
- Computerworld (lub Computer Eye; 1983)
- To Conquer Kiber (1985)